# Giralda
Giralda (španělsky La Giralda, arabsky الخيرالدة‎) je zvonice katedrály Panny Marie ve španělské Seville a tamější pozůstatek maurské kultury.

## Historie
Původně byla postavena jako součást dnes již neexistující mešity (nahradila ji Katedrála Panny Marie) při nadvládě muslimů v části Španělska Al-Andalus ve slohu Islámské architektury, později dozdobena po vzoru renesance. V roce 1987 byla zaregistrována do seznamu světového dědictví UNESCO.
Výstavba této vysoké věže začala v roce 1184 podle návrhu architekta Ahmada Ben Baso. Dostavěna byla v roce 1198 a tyčila se do výšky 97,5 metrů, čímž se stala nejvyšší stavbou tehdejšího světa. Vrchol věže byl měděný. Po znovudobytí Španělska křesťany se budova proměnila v renesanční a byla o pár metrů zvýšena, díky čemuž dnes dosahuje 104 metrů.
Touto věží se inspirovalo několik dalších architektů. Podle ní je postavena například věž Ferry Building v San Franciscu, Wrigley Building v Chicagu, nebo Palác kultury a vědy ve Varšavě. Její přesná replika v poloviční velikosti, nesoucí též název Giralda, leží v americkém Kansas City ve státě Missouri.

## Galerie

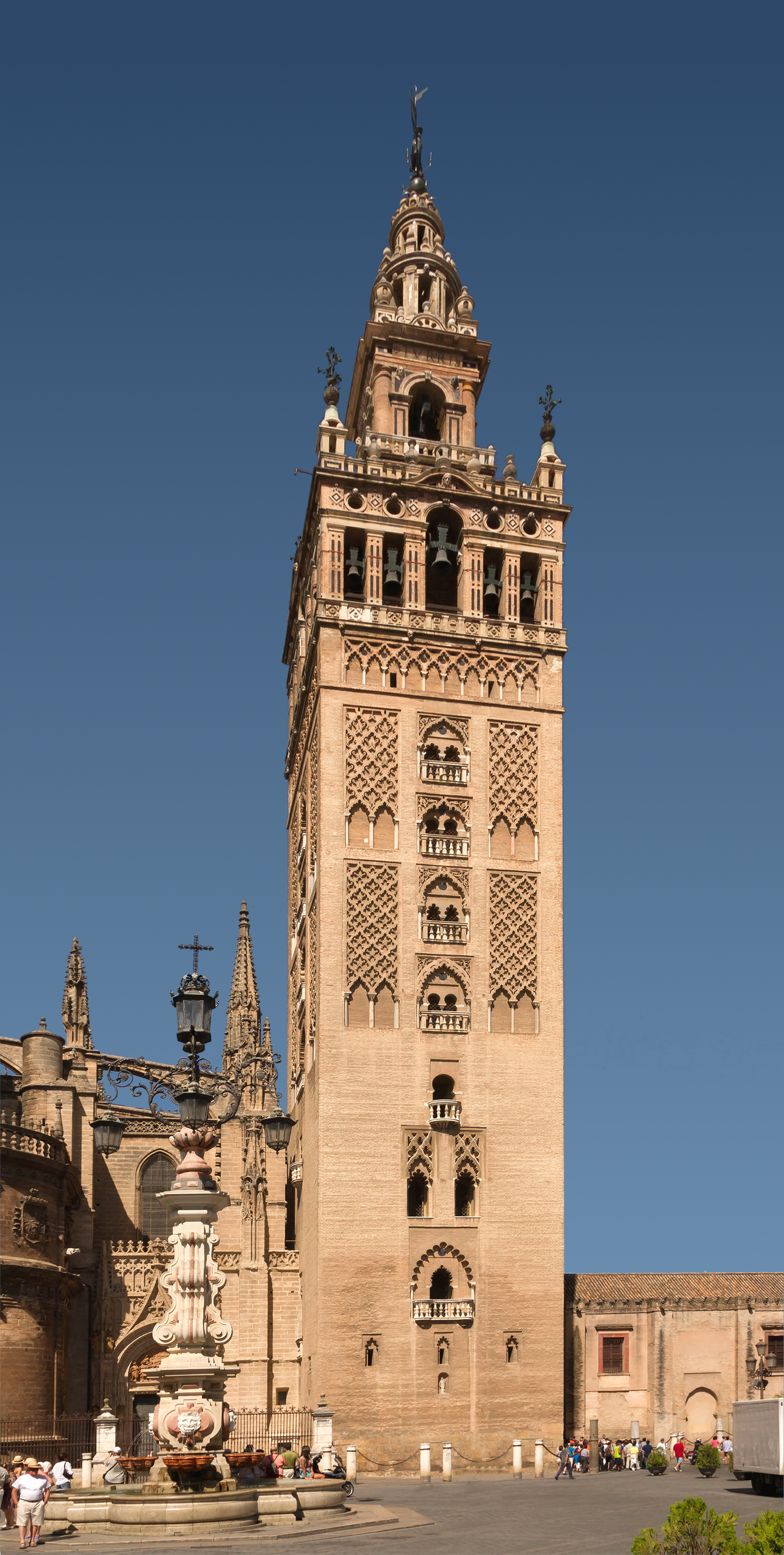
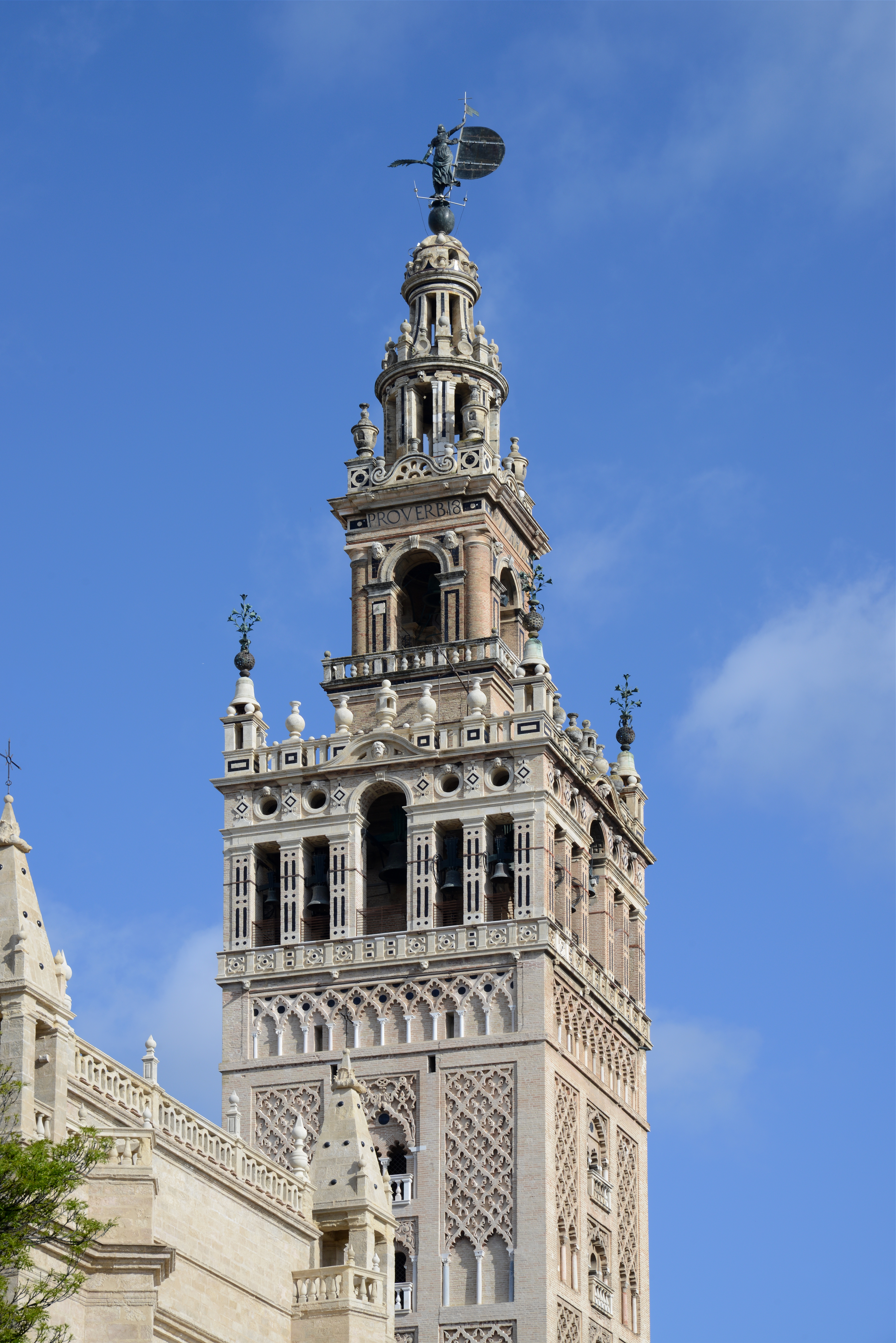
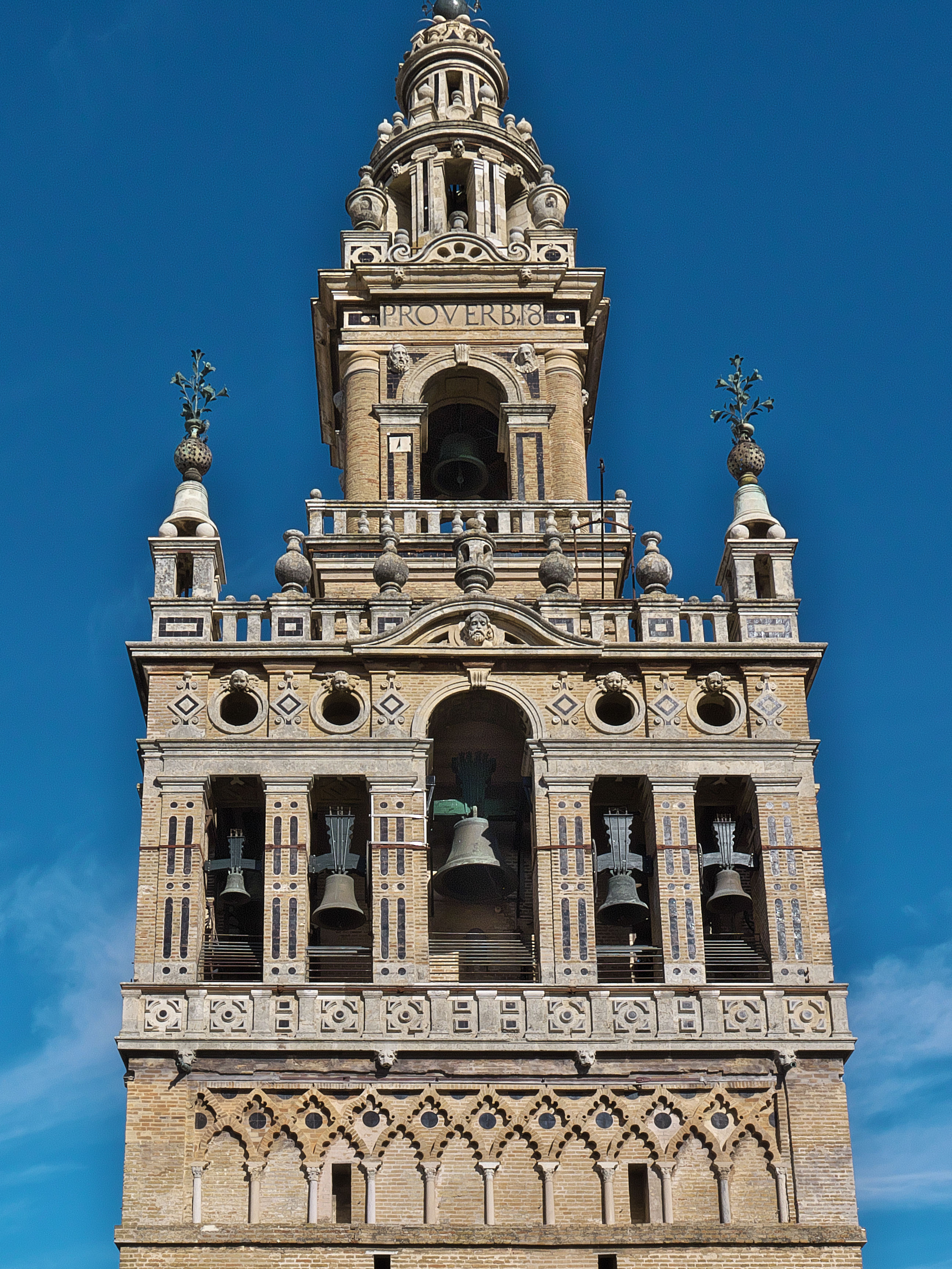
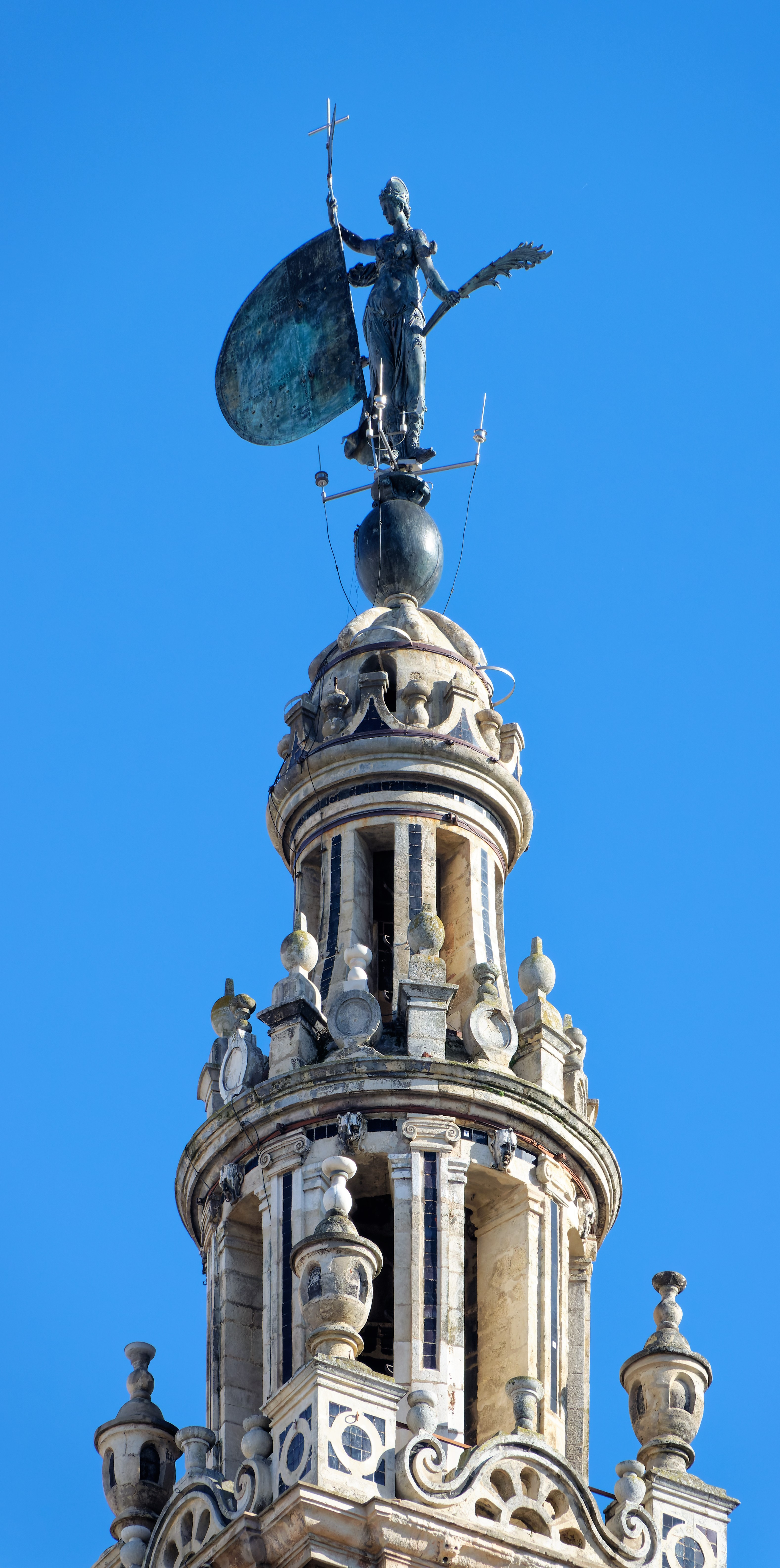
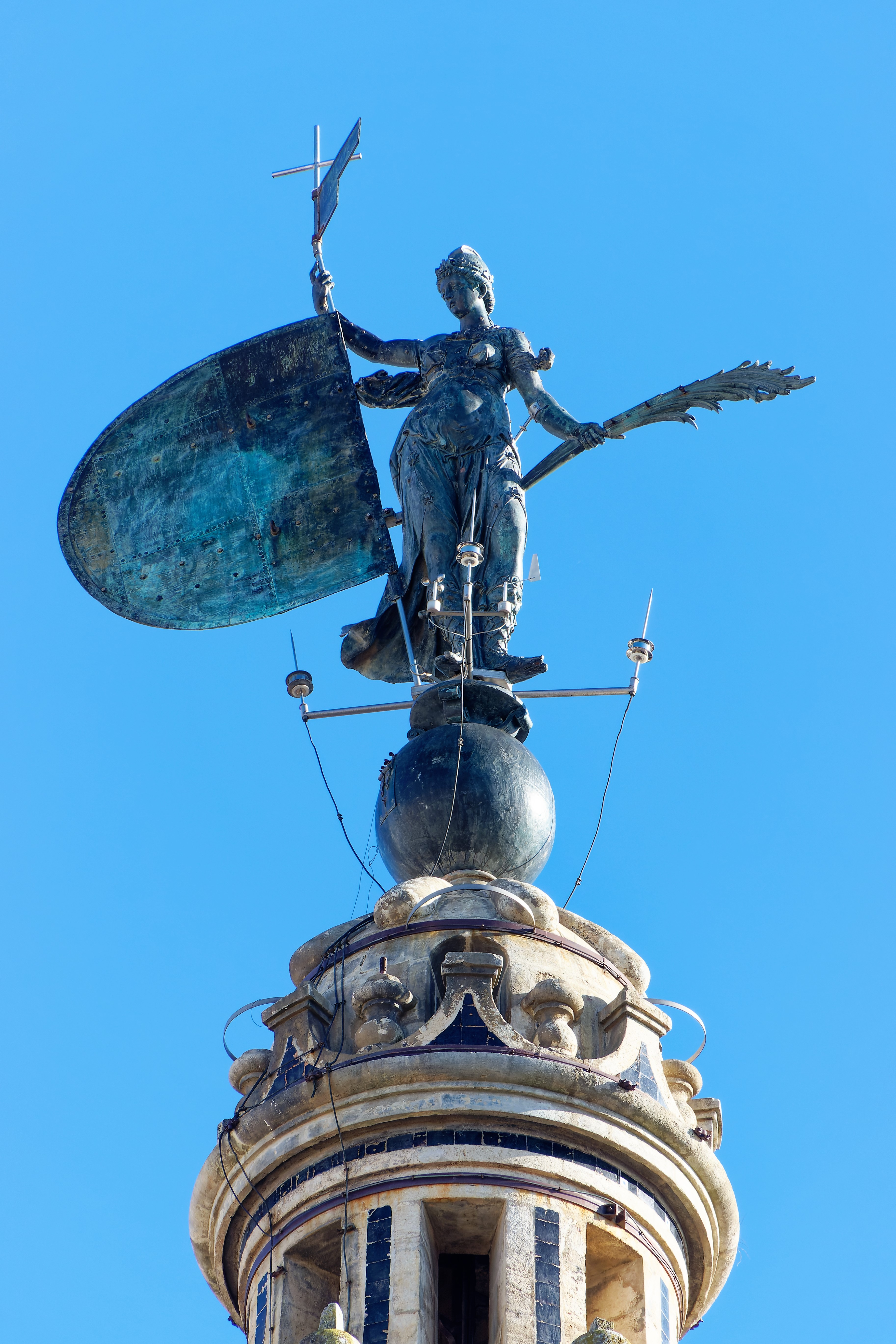